# ميل فوغل
ميل فوغل (بالإنجليزية: Mel Vogel)‏ هو سياسي أمريكي، ولد في 15 ديسمبر 1848.